# 姜妍、栾倩、张天珠诉教育部案
2001年8月，中华人民共和国青岛市应届高中毕业生姜妍、栾倩、张天珠在代理律师陪同下来到北京市，向最高人民法院递交诉讼状，起诉教育部关于2001年全国普通高校高等教育招生计划的行政行为违反《中华人民共和国宪法》和《中华人民共和国教育法》所保障的公民平等受教育權。

## 背景
1977年，中华人民共和国在文化大革命结束后正式恢复普通高等学校招生全国统一考试（簡稱高考）。2001年时，中国全国大部分省市使用同一张试卷答题，但各地的录取分数线各不相同：以重点本科（一批院校）为例，北京录取的分数线为454分，而姜妍、栾倩、张天珠所在的山东省的分数线则为580分。造成这一差异的主要原因在于教育部在每年高考之前，会通过下发到各省市的招生计划确定各省市高校的招生数量，以确定各省市的录取分数线。当时同一所学校的录取分数线可能相差几百分。
姜妍、栾倩、张天珠是山东省的三名考生，他们在这一年高考中分别考到了522分、457分和506分的成绩，这样的成绩在北京可以上一所比较好的大学，但在山东可能只能读职业大学、中央广播电视大学（简称电大）等学校；这让他们感到强烈的不解，认为这剥夺了他们的平等受教育权，便委托山东德衡律师所代理此案，起诉教育部侵犯他们的受教育权。

## 过程

### 诉求及递出诉状
在接到代理请求后，山东德衡律师所指派了律师代理此案。在经过商讨之后，代理律师确定了三人的三条诉求：
- 一、请求最高人民法院确认教育部侵犯三名考生平等接受高等教育权利的行为违反《中华人民共和国宪法》和《中华人民共和国教育法》。
- 二、根据法律规定向教育部发出司法建议书，改变现行的招生办法，避免出现侵犯考生平等接受高等教育权利的行为。
- 三、要求诉讼费用由教育部承担。

为了不对当年的招生工作造成影响，代理律师说服三人在高考招生彻底结束前不要递出诉状。8月中旬，代理律师及三人前往北京，并于一天后抵达最高人民法院。法院门卫经过请示后要求三人前往北京南站附近的接待室等待，而按照规定，来这里的一般都是上访人员，李强等人随即表示这是一件诉讼案，不属于上访，同时在正义路邮局以特快专递的形式向最高人民法院寄出了诉状。

### 社会声援
在递交诉状时，该案就已引起了中国国内较大的关注。一些家长开始联名准备成立声援小组，准备前往北京声援三位学生；一些学生表示最高人民法院必须受理此案，不然就是犯了“错误”；甚至还有人表示如果该案不受理就将前往天安门广场靜坐示威。

### 不受理决定及撤诉
2001年9月3日，最高人民法院一名侯姓法官给几人去电，表示根据《中华人民共和国行政诉讼法》第14条第二款规定，对国务院各部门或者省、自治区、直辖市人民政府所做的具体行政行为提起诉讼的案件，由所在地中级人民法院受理；因此，该案訴訟流程“不合規”，最高人民法院不会受理该案。律师在告知三名学生该案当前情况并与三人交流后，达成共识：三人决定不向北京市第二中级人民法院提起诉讼，终止诉讼，来年再进行高考。

## 影响及后续
该案造成了较大的社会影响。2001年12月，山东省招生委员会办公室（山东省招生办）宣布准备取消将指标分配至全省各地的做法，实行“全省一条线”。2002年，多省开始实行高考单独命题，不再全国共用一份题目及分数。2003年5月，山东省出台了该年的录取政策，不再允许省内出现地区分数线差异；同年，教育部批示，允许多所大学进行自主招生。
該案涉及的3名女生中，张天珠选择继续复读；栾倩和姜妍已被电大录取，但表示可能不会去读电大，而会选择民办大学。